# Faraos cigarer
|  | Denne artikel omhandler tegneseriealbummet Faraos cigarer, ikke at forveksle med butikskæden og forlaget Faraos Cigarer. |
Faraos cigarer (fransk originaltitel Les cigares du pharaon) er det fjerde album i tegneserien om Tintins oplevelser. Det er skrevet og tegnet af den belgiske tegneserieskaber Hergé til den belgiske avis Le Vingtième Siècles børneudgave Le Petit Vingtième, hvor den blev udgivet i mindre stykker fra 8. december 1932 til 8. februar 1934. Herefter blev den udgivet i sort-hvid samme år og i farver i 1955.
Historien fortæller om den unge reporter Tintin og hans hund Terry, der på et krydstogt til Shanghai stifter bekendtskab med en arkæolog. De tager til Egypten, hvor de afdækker faraoer, der er fyldt med døde egyptologer og kasser med cigarer. I deres søgen efter svar på mysteriet krydser de Arabien, når at blive skibbrudden på havet inden de kommer til Indien, hvor arkæologen bliver vanvittig og med hjælp fra maharajaen af Rawapoutalah afslører han en international bande narkosmuglere.
Vanvidsgiften, der også er med i Den Blå Lotus, har en fremtrædende betydning.
Albummet fulgte efter Tintin i Amerika fra 1932, og det blev ligesom det foregående en kommerciel succes. Hergé fortsatte plottet i Den Blå Lotus fra 1936. Analyser af historien fokuserer på dens innovation og for at introducere flere figurer som kommer til at gå igen i fremtidige historie; Dupond og Dupont og skurken Rastapopoulus.
Allan Thompson, som senere optræder som skurk i flere andre historier, har en kort optræden.

## Nogle franske udgaver
- 1932-1934: Les Aventures de Tintin reporter en Orient. Fortsat serie i Le Petit Vingtième nr. 49, 8. december 1932[1] – nr. 6, 8. februar 1934.[2]. 124 tegneseriesider i sort-hvid.
- 1934-1935: Tintin et Milou en route vers l'Orient Fortsat serie i Cœurs Vaillants nr. 38, 16. september 1934[3] – nr. 46, 24. januar 1935.[4]
- 1934: Les Aventures de Tintin reporter en Orient – Les cigares du Pharaon. Album fra Casterman. 124 tegneseriesider i sort-hvid.[5]
- 1955: Les Aventures de Tintin – Les Cigares du Pharaon. Farvealbum fra Casterman. 62 tegneseriesider.[5] Femte rude på første side er et Asien-kort, nærmest rektangulært. Ved en fejl optræder Terry på side 52.[6]
- 1958: Revideret album fra Casterman.[5] Terry fjernet fra side 52.[6]
- 1970: Revideret album fra Casterman.[5] Efter ønske fra den britiske udgiver er Asien-kortet udskiftet med et kort over Middelhavsområdet. Middelhavskortet er bredere end Asien-kortet, så rude 3 og 4 er beskåret.[6]
- 1987: Revideret album fra Casterman.[5] Asien-kortet indsættes igen i et bredere, rektangulært format.[6]

## Danske udgaver
Føljetoner
- 1957-1958: Faraos cigarer. Fortsat serie i Politiken nr. 18, fredag 18. oktober 1957 – nr. 207, mandag 28. april 1958. 1955-versionen.[6]
- 1984-1985: Faraos cigarer. Fortsat serie i Politiken nr. 70, søndag 9. december 1984 – nr. 302, søndag 25. august 1985; uafsluttet.[7]

Album
- 1961: Tintins oplevelser nr. 5 (gammel standardudgave). Faraos cigarer. Illustrationsforlaget;[8][9] fra 4. oplag, 1971: ISBN 87-562-0124-9. 1.-4. oplag har 1958-versionen; 5.-11. oplag har 1970-versionen; 12.-15. oplag har 1987-versionen; Landenavnet Ceylon/Sri Lanka og Terrys replik på side 1 er forskellige i 12. og 15. oplag.[6]
- 1986: Faraos cigarer – Originalversionen fra Le Petit Vingtième. 2. udgave. 124 tegneseriesider i sort-hvid, totalt 132 sider. Carlsen Comics, ISBN 87-562-3107-5.[10][11]
- 1987: Albumklubben Comics nr. 8. Tintin: Faraos cigarer. ISBN 87-7708-012-2.[12]
- 1994: Tintins oplevelser (dobbeltbind) Faraos cigarer & Den blå lotus med ekstramateriale. Totalt 160 sider, indbundet. ISBN 87-562-6151-9.[13]
- 2006: Tintins oplevelser (retroudgave). Faraos cigarer. 3. udgave. Carlsen Comics, ISBN 978-87-626-7781-4. Fra 2. oplag, 2014, Cobolt, ISBN 978-87-7085-272-2.[14]
- 2007: Tintins oplevelser nr. 4. Faraos cigarer. 4. udgave. Carlsen minicomics, ISBN 978-87-626-0785-9.[15] 1987-versionen.[6]
- 2011: Tintins oplevelser (ny standardudgave). Faraos cigarer. 5. udgave. 62 tegneseriesider i farver. Cobolt, ISBN 978-87-7085-434-4.[16] 1987-versionen.[6]
- 2014: Reporteren Tintins oplevelser (fundamentalistisk retroudgave). Faraos cigarer. 124 tegneseriesider i sort-hvid, 4 sider i farver, totalt 140 sider, indbundet. 6. udgave. Cobolt. ISBN 978 87 7085 515 0[17]